# Jiří Vejvoda
Jiří Vejvoda (* 27. března 1951 Louny) je český rozhlasový a televizní autor, novinář, moderátor a manažer. V letech 2014 až 2020 člen a místopředseda Rady Českého rozhlasu.

## Profesní životopis
Vystudoval obor překladatelství a tlumočnictví na Filozofické fakultě Univerzity Karlovy v Praze. Absolvoval roku 1976 diplomovou prací na téma Próza Johna Updika v překladech do češtiny. Poté působil do r. 1983 jako tlumočník ve svobodném povolání.
Od roku 1981 publikoval titulní rozhovory se slavnými osobnostmi v časopisu Mladý svět (Elton John, Tina Turner, Donovan, ale také Miroslav Žbirka, Peter Nagy, Zuzana Kronerová atd.). Jako publicista a moderátor začal spolupracovat s Československým rozhlasem (od r. 1983) a s Československou televizí (od r. 1985). Pro rozhlas připravoval a uváděl pořady jako Dobré jitro, Mikrofórum či 3x60 a to stereo. Na obrazovce ČT uváděl cykly Hudební aréna a Studio mladých. Vydal své první knížky: antologii světových písničkářů Víc než jen hlas (spoluautor František Novotný), cestopis Města z jiného těsta, či knížku rozhovorů s československými hvězdami rocku a popu Nárok na rock.
V letech 1990 a 1991 moderoval každotýdenní Hovory z Lán s prezidentem Václavem Havlem; byl rovněž zvláštním zpravodajem tehdejšího Československého rozhlasu z oficiálních zahraničních cest hlavy státu. V letech 1990–2000 spolu s Otou Nutzem uváděl rozhlasovou talk show Káva u Kische; výběr z nejlepších rozhovorů byl vydán ve třech stejnojmenných svazcích.
Ve druhé polovině 90. let se stal ředitelem Mezinárodního televizního festivalu Zlatá Praha při České televizi. Poté byl šéfredaktorem Týdeníku Rozhlas, od r. 2002 šéfproducentem uměleckých pořadů a soutěží Českého rozhlasu a od r. 2004 do r. 2010 ředitelem stanice Český rozhlas 2 – Praha.
Vyšly mu další autorské publikace, např. výběr z rozhlasových reportáží Svět uprostřed týdne či kniha rozhovorů Život se slepou bohyní, a také překlady z angličtiny jako antologie Toulky světem umění anebo příběh Nelsona Mandely a dalších spoluvězňů na Robben Island, nazvaný Víc než jen hra.
Od r. 1995 dosud uvádí významné koncerty, například několik crossover turné s Lucií Bílou, Evou Urbanovou, Karlem Gottem, Petrem Dvorským, Helenou Vondráčkovou a Štefanem Margitou anebo zahajovací a závěrečné večery Mezinárodního hudebního festivalu Český Krumlov. Moderuje též slavnostní události, například k výročí vzniku Československa v Rudolfinu nebo setkání prezidentů Visegrádské čtyřky či udělování Státních cen za literaturu a další umělecké obory. Často své moderování kombinuje s tlumočením především z a do angličtiny. Pro Českou televizi uvádí přímé přenosy i záznamy, např. od r. 1994 nepřetržitě Novoroční koncerty Vídeňských filharmoniků z Vídně.
Rádio Classic FM vysílá od roku 2011 každotýdenní cyklus pořadů pod názvem Planetární předplatné, který J. Vejvoda připravuje a moderuje. Do Týdeníku Rozhlas přispívá od r. 2010 seriálem Co vysílá svět o rozhlasových stanicích všech kontinentů. Také však rozhovory s hvězdami operního nebe jako Plácido Domingo, José Carreras či Elīna Garanča.
Roku 2011 obhájil na Jihočeské univerzitě v Českých Budějovicích rigorózní práci z mediologie na téma Výchovné a vzdělávací funkce veřejnoprávního rozhlasu.
Manželkou Jiřího Vejvody byla operní pěvkyně Dagmar Pecková.
V březnu 2014 byl zvolen Poslaneckou sněmovnou PČR členem Rady Českého rozhlasu. Do Rady ČRo jej navrhla Jihočeská univerzita v Českých Budějovicích, získal 105 hlasů od přítomných poslanců. V květnu 2014 se stal místopředsedou a tiskovým mluvčím Rady ČRo. Na funkci místopředsedy rezignoval 25. listopadu 2015. Do funkce místopředsedy Rady ČRo však byl opět zvolen na konci dubna 2016 a následně i v dubnu 2018. Mandát člena a místopředsedy Rady ČRo vykonával do března 2020.

## Profil v datech
- od roku 2010: moderátor, scenárista a překladatel ve svobodném povolání;
- 2004 až 2010: ředitel veřejnoprávní rozhlasové stanice Český rozhlas 2 – Praha;
- 2004 až 2010: člen a předseda Správní rady Nadačního fondu Světluška při Českém rozhlasu;
- 2002 až 2004: šéfproducent uměleckých pořadů a soutěží Českého rozhlasu;
- 2000 až 2001: šéfredaktor Týdeníku rozhlas;
- 1996 až 2000: ředitel Mezinárodního televizního festivalu Zlatá Praha při České televizi;
- od r. 1995 moderátor významných koncertů a společenských událostí;
- od r. 1983 rozhlasový a televizní moderátor a scenárista;
- od r. 1977 publikační činnost;
- 1976–1983: konferenční tlumočník ve svobodném povolání;
- 1970–1976: studia na Filozofické fakultě Univerzity Karlovy, obor překladatelství a tlumočnictví, angličtina a francouzština;
- 1966–1970: studia na Střední ekonomické škole v Praze, zakončená maturitou.

## Moderace koncertů a společenských událostí
- crossover turné s Lucií Bílou, Evou Urbanovou, Karlem Gottem, Petrem Dvorským, Helenou Vondráčkovou a Štefanem Margitou;
- udělování Státních cen na literaturu, výtvarné umění, architekturu a další obory;
- každoroční Slavnostní večer Ceny Wernera von Siemense až do ročníku 2019;[8]
- koncertní turné ke vstupu ČR do EU;
- Slavnostní koncerty k výročí Československa v Rudolfinu;
- Setkání prezidentů Visegrádské čtyřky Visegrádské čtyřky v České republice;
- Zahajovací a závěrečné koncerty Mezinárodního hudebního festivalu Český Krumlov;
- vánoční koncerty např. pro Siemens ČR;
- vedení tiskových konferencí (včetně tlumočení) a moderace workshopů.

## Rozhlasové pořady
- Hovory z Lán s Václavem Havlem a reportáže z oficiálních cest tohoto prezidenta pro Český rozhlas 1 – Radiožurnál;
- cykly Káva u Kische (s Otou Nutzem) a Dobré jitro pro Český rozhlas 2 – Praha;
- cykly Hudební aréna, Studio mladých a Haló hudba v České televizi;
- cyklus Planetární předplatné pro Rádio Classic FM;
- cyklus hudebních pořadů Písničky pro uši i pro duši.

Cena na festivalu rozhlasové tvorby Prix Bohemia Radio.

## Publikační činnost
- autorské knihy (Víc než jen hlas, Města z jiného těsta, Káva u Kische I.–III., Nárok na rock, Svět uprostřed týdne, Život se slepou bohyní);
- překlady (Toulky světem umění, Víc než jen hra);
- rozhovory pro tisk (s Eltonem Johnem, Tinou Turner, Donovanem a mnoha dalšími pro Mladý svět; s Placidem Domingem, Jose Carrerasem, Dmitri Hvorostovským či Elinou Garančou pro Týdeník Rozhlas);
- cestopisné reportáže (pro Svět v obrazech a Týdeník Rozhlas).